# Fadrina nigra
Fadrina nigra är en insektsart som beskrevs av Navás 1912. Fadrina nigra ingår i släktet Fadrina och familjen myrlejonsländor. Inga underarter finns listade i Catalogue of Life.